# Jari Valo
Jari Valo, född 22 juli 1961 i Kaustby, är en finländsk violinist. 
Valo stammar från en känd österbottnisk spelmanssläkt. Han var 1982–1994 konsertmästare i Mellersta Österbottens kammarorkester och blev 1994 förste konsertmästare i Radions symfoniorkester. Han uppträder även regelbundet som solist – inte sällan med ny musik på repertoaren – och som kammarmusiker. Han tilldelades Léonie Sonnings musikstipendium 1986.